# Olympique Lyonnais 1995-1996
Questa voce raccoglie le informazioni riguardanti l'Olympique Lyonnais nelle competizioni ufficiali della stagione 1995-1996.

## Maglie e sponsor
Lo sponsor tecnico per la stagione 1995-1996 è Adidas, mentre lo sponsor ufficiale è Justin Badou.
| Manica sinistra · Maglietta · Maglietta · Manica destra · Pantaloncini · Calzettoni |

## Rosa
| N. |                    | Ruolo | Calciatore             |
| -- | ------------------ | ----- | ---------------------- |
|    | Francia (bandiera) | P     | Christophe Breton      |
|    | Francia (bandiera) | P     | Pascal Olmeta          |
|    | Francia (bandiera) | D     | Ghislain Anselmini     |
|    | Polonia (bandiera) | D     | Jacek Bąk              |
|    | Francia (bandiera) | D     | Olivier Bellisi        |
|    | Francia (bandiera) | D     | Christophe Deguerville |
|    | Francia (bandiera) | D     | Jean-Christophe Devaux |
|    | Francia (bandiera) | D     | Florent Laville        |
|    | Brasile (bandiera) | D     | Marcelo Djian          |
|    | Francia (bandiera) | D     | Frédéric Patouillard   |
|    | Francia (bandiera) | D     | Jean-Luc Sassus        |
|    | Francia (bandiera) | C     | Laurent Casanova       |

| N. |                    | Ruolo | Calciatore            |
| -- | ------------------ | ----- | --------------------- |
|    | Francia (bandiera) | C     | Pierre Chavrondier    |
|    | Francia (bandiera) | C     | Sylvain Deplace       |
|    | Francia (bandiera) | C     | Franck Gava           |
|    | Francia (bandiera) | C     | Claude-Arnaud Rivenet |
|    | Francia (bandiera) | C     | Stéphane Roche        |
|    | Francia (bandiera) | C     | Éric Roy              |
|    | Francia (bandiera) | A     | Samassi Abou          |
|    | Francia (bandiera) | A     | Cédric Bardon         |
|    | Francia (bandiera) | A     | Frédéric Fouret       |
|    | Francia (bandiera) | A     | Ludovic Giuly         |
|    | Francia (bandiera) | A     | Florian Maurice       |

## Risultati

### Coupe de la Ligue
| Arbitro: | Batta |

|                                              |                      |                                              |
| Kastendeuch Gaillot Isaias Pirès Adam Pouget | Tiri di rigore 5 – 4 | Roche Assadourian Maurice Roy Olmeta Marcelo |